# Østrupgård (Kirkerup Sogn)
 For alternative betydninger, se Østrupgård. (Se også artikler, som begynder med Østrupgård)
Østrupgård pr. Veksø er en gammel hovedgård, Store Valbyvej 276 i Kirkerup Sogn, oprindeligt i Sømme Herred, Roskilde Amt, nu i Roskilde Kommune på Sjælland. Den var i et længere tidsrum ejet af slægten Falsen.
Østrupgårds hovedbygning er opført i 1819 og er restaureret og moderniseret, senest i 2001. Bygningen, der i 1959 blev fredet i klasse B (klasserne bortfaldet i 1980), ligger nord og vest for haven. Bygningen er opført i ét stokværk, over høj kælder, med gennemgående frontspids og tag dels af kobber, dels af tegl.
Der hører to nyere lader til anlægget, fra henholdsvis 1987 og 2001.
|  | Denne artikel om en bygning eller et bygningsværk kan blive bedre, hvis der indsættes et (bedre) billede. Du kan hjælpe ved at afsøge Wikimedia Commons for et passende billede eller lægge et op på Wikimedia Commons med en af de tilladte licenser og indsætte det i artiklen. |

55°43′34″N 12°11′58″Ø / 55.72611°N 12.19944°Ø